# Phoebe dehaasiifolia
Phoebe dehaasiifolia är en lagerväxtart som beskrevs av André Joseph Guillaume Henri Kostermans. Phoebe dehaasiifolia ingår i släktet Phoebe och familjen lagerväxter. Inga underarter finns listade i Catalogue of Life.